# Fluent Design
Microsoft Fluent Design, conocido antes como Project Neon, es la interfaz gráfica incluida en el sistema operativo Windows 10 desde la versión RS3 (Fall Creators Update), en concreto desde sus versiones de desarrollo (Insider Preview) y Windows 11. La interfaz pretende mejorar el aspecto de Windows 10 proporcionando un diseño intuitivo y fluido con características de transparencia similares a Windows Aero pero dándole mayor énfasis a las interfaces táctiles.

## Descripción
Los parámetros de diseño se basan en cinco elementos importantes.
- El primero de ellos es la luz; las aplicaciones crean un halo de pulsación más claro cuando el cursor pasa por encima de ellos.[2]
- El segundo es la profundidad, dando la sensación de tres dimensiones relacionando así la realidad aumentada y la realidad virtual.
- El tercero es el movimiento; las aplicaciones tienen animaciones mucho más dinámicas para mostrar el contenido.
- El cuarto elemento es el material; ahora hay un efecto de ruido por defecto sobre el fondo, aunque el desarrollador puede ofrecer estilos distintos en sus aplicaciones.
- El último es la escala, que adapta a diferentes tamaños de pantalla las aplicaciones.

Las figuras 3D y las transparencias toman mucha importancia. Los efectos de desenfoque y Acrylic se integran en el sistema operativo perfectamente sea cual sea la aplicación (por el momento sólo las UWP).

## Relación con Composable Shell
Está conectado con el nuevo Shell de Windows desde 2017, Composable Shell. Se basa en la unificación total entre todas las ramas de Windows 10 (Mobile, Xbox One, HoloLens, etc.) por medio de una nueva categoría de interfaces adaptativas llamadas Composers, y así remplazando a Continuum.

## Elementos integrados

### Efecto Acrylic
Es la integración de elementos translúcidos, de color y de luz sobre la interfaz. Se integró con sus efectos derivados del Fluent Design.

### Desenfoque y semitransparencia
Es la integración de los efectos translúcidos de transparencia en los que está totalmente fundido. Se integró en la Barra de Tareas, en Inicio y en la mayoría de aplicaciones de Microsoft. Su transparencia atraviesa el color de fondo de detrás de la aplicación haciendo así posible que el color se vea en lo translúcido.

### Todo 3D
Si bien en Metro la interfaz era plana de dos dimensiones y en Continuum se llegaba a mejorar, ahora el diseño de Fluent Design es de tres dimensiones. Todos los objetos 3D se encuentran dentro del sistema de la interfaz integrados de forma nativa.

## Recepción y críticas
En general las críticas son buenas, ya que se renovó completamente a mejorar la interfaz del sistema operativo y se unificó con todas las plataformas gracias al Composable Shell y la recepción también es muy buena.